# Viva la vie
Viva la vie is een Franse dramafilm uit 1984 onder regie van Claude Lelouch.

## Verhaal
De industrieel Michel Perrin en de actrice Sarah Gaucher verdwijnen spoorloos. Als ze drie dagen later weer opduiken, zeggen ze niet meer te weten waar ze zijn geweest. Ze verdwijnen weer enkele dagen en bij hun terugkomst lijkt het alsof ze een operatie hebben ondergaan. Het ziet ernaar uit dat ze zijn ontvoerd door buitenaardse wezens.

## Rolverdeling
| Acteur                 | Personage           |
| ---------------------- | ------------------- |
| Charlotte Rampling     | Catherine Perrin    |
| Michel Piccoli         | Michel Perrin       |
| Jean-Louis Trintignant | François Gaucher    |
| Évelyne Bouix          | Sarah Gaucher       |
| Charles Aznavour       | Édouard Takvorian   |
| Laurent Malet          | Laurent Perrin      |
| Tanya Lopert           | Julia               |
| Raymond Pellegrin      | Barret              |
| Charles Gérard         | Charles             |
| Anouk Aimée            | Anouk               |
| Myriam Boyer           | Pauline             |
| Patrick Depeyrrat      | Taxichauffeur       |
| Maryline Even          | Getuige             |
| Philippe Laudenbach    | Professor Sternberg |
| Denis Lavant           | Loopjongen          |